# Jalal Hosseini
Seyyed Jalal Hosseini (* 3. Februar 1982 in Bandar Anzali, Iran) ist ein iranischer Fußballspieler der seit 2016 beim FC Persepolis in der Persian Gulf Pro League unter Vertrag steht.

## Karriere im Verein
Hosseini spielte in der U-19-Mannschaft des iranischen Erstligisten Malavan Anzali. Anschließend stand er ab 2004 auch im Profi-Kader der Mannschaft, ohne jedoch zu einem Einsatz in der Liga zu kommen. Daher wechselte er zur Saison 2005/06 zum Ligarivalen Saipa FC, für den er bereits in seiner ersten Saison mit 28 Einsätzen über 90 Minuten der Spieler mit der meisten Einsatzzeit war. In der folgenden Saison kam er auf 26 Einsätze, wobei er diese ebenfalls alle über 90 Minuten bestritt. Nach zwei weiteren Spielzeiten, in denen er viele Spiele absolvierte, wechselte er zur Saison 2009/10 zum Sepahan FC. Er absolvierte für diesen Verein 86 Ligaspiele und kam am 24. Februar 2010 im Spiel gegen Al Shabab Riad zu seinem ersten Einsatz in der AFC Champions League. Gleich in diesem Spiel erzielte er auch sein erstes Tor in diesem Wettbewerb, als er in der 14. Minute zum zwischenzeitlichen 1:0 traf. Seinem ersten Einsatz in der AFC Champions League sollten noch 21 weitere für Sepahan folgen. Nach drei erfolgreichen Spielzeiten, in denen er mit seiner Mannschaft jeweils die Meisterschaft gewann, wechselte Hosseini für eine Ablöse von einer Million Euro zum Hauptstadt-Club Persepolis Teheran. Er debütierte für Persepolis am 19. Juli 2012 im Spiel gegen Sanat Naft, wobei er seine neue Mannschaft, wie auch in den folgenden Spielen, als Kapitän anführte. Das erste Tor für seinen neuen Verein erzielte er am 21. Oktober 2012, als er im Spiel gegen Rah Ahan FC mit einem Kopftall den Treffer zum 2:0-Endstand erzielte. Nach zwei Spielzeiten in Teheran wechselte er nach Katar zum Al-Ahli SC. Dort debütierte er am 21. August 2014 im Ligaspiel gegen Al-Sailiya SC, das seine Mannschaft mit 4:1 gewann.

## Karriere in der Nationalmannschaft
Sein Debüt für die iranische Nationalmannschaft gab Hosseini am 7. Februar 2007 im Freundschaftsspiel gegen Weißrussland. Er nahm mit der Mannschaft an den Asienmeisterschaften 2007, 2011 und 2015 teil und schied mit seiner Mannschaft jeweils im Viertelfinale aus. Auch bei der Weltmeisterschaft 2014 stand er im Kader des Irans und kam in allen drei Spielen seiner Mannschaft über 90 Minuten zum Einsatz.